# Francesco Fedato
Francesco Fedato (Mirano, 15 ottobre 1992) è un calciatore italiano, attaccante del Treviso.

## Caratteristiche tecniche
Attaccante esterno di piede destro che gioca prevalentemente a sinistra.
Si adatta a tutti i cambi di moduli, predilige il 4-3-3 facendo la punta larga a sinistra.

## Carriera

### Club

#### Gli esordi: Venezia e Lucchese
Cresciuto nelle giovanili del Venezia, nella stagione 2010-2011, appena maggiorenne, entra nel giro della Prima squadra con la quale gioca 4 partite e mette a segno un gol in Serie D.
Dopo il cambio societario degli arancioneroverdi avvenuto nell'estate 2011, il Venezia non crede sulle sue doti, così si svincola e passa alla Lucchese, in Eccellenza, dove mette a segno 11 reti in 27 partite, contribuendo così alla promozione della squadra toscana in Serie D.

#### Bari e Catania
Nell'estate 2012 il Bari acquista l'intero cartellino del giocatore a titolo definitivo e nel contempo cede la metà del calciatore al Catania. Il giocatore esordisce con i Galletti in Serie B il 25 settembre 2012 nella vittoria 2-1 contro la Pro Vercelli. Sigla la sua prima rete fra i cadetti il 3 novembre successivo nella sconfitta 2-1 in trasferta contro il Livorno. Conclude la sua prima stagione in Serie B collezionando 26 presenze e 6 gol in Campionato e 1 partita di Coppa Italia.
Il 19 giugno 2013 la compartecipazione tra Catania e Bari viene rinnovata con il giocatore che continua a vestire la maglia biancorossa anche per la stagione 2013-2014.
Il 31 gennaio 2014, dopo aver collezionato altre 14 presenze in Serie B condite da 2 gol, la Sampdoria acquista dal Bari la metà del cartellino del giocatore diventando quindi la nuova detentrice dei diritti sportivi del giocatore decidendo, in accordo con il Catania, di lasciare il calciatore in Sicilia in prestito fino al termine della stagione.
Il 9 febbraio seguente compie il suo esordio in Serie A subentrando, all'89' di Parma-Catania 0-0, al posto di Lucas Castro. Termina la sua metà stagione in Sicilia con 9 presenze (di cui una da titolare).

#### Sampdoria ed i prestiti a Modena e Livorno
Il 18 giugno 2014 Sampdoria e Catania decidono di rinnovare l'accordo di partecipazione relativo ai diritti sportivi del calciatore; al club ligure va il tesseramento dell'atleta per la stagione 2014-2015. Il 5 ottobre durante Samp-Atalanta 1-0 esordisce in blucerchiato subentrando al 50' ad Éder.
L'8 gennaio 2015 il Modena comunica l'acquisto a titolo temporaneo dalla Sampdoria; Francesco nei sei mesi in Emilia gioca 19 partite di Serie B, mettendo a segno 3 reti (contro Lanciano, Spezia e Carpi), ed una gara dei playout salvezza vinti contro la Virtus Entella.
Il 25 giugno seguente, data ultima per la scadenza delle comproprietà, la Sampdoria si aggiudica l'intero cartellino del giocatore dato che il Catania non deposita la busta.
il 21 luglio 2015 viene ufficializzato il suo passaggio in prestito per un anno, con diritto di riscatto e contro-riscatto al Livorno. Il 6 settembre all'esordio in Campionato segna il gol del definitivo 4 a 0 contro il Pescara.Il 12 settembre realizza la sua seconda rete quella che equivale il pareggio con il Como.

#### Il ritorno a Bari e Carpi
Il 10 luglio 2016 ritorna al Bari in prestito con diritto di riscatto. Senza aver segnato neanche un gol, il 26 gennaio 2017 si trasferisce, con la stessa formula, al Carpi  ma neanche qui riesce ad andare in gol.

#### La cessione al Foggia e i passaggi in C
Il 12 luglio passa a titolo definitivo al Foggia, firmando un triennale. Dopo 17 presenze e 2 gol in B con i pugliesi, il 31 agosto 2018 viene ceduto in prestito al Piacenza in Serie C. Dopo un solo gol segnato nel girone A in 14 partite, il 9 gennaio 2019 si trasferisce sempre in prestito al Trapani nel girone C.
Poco dopo l'inizio della stagione 2019-2020 il suo cartellino viene acquisito a titolo definitivo dal Gozzano, militante nel girone A della terza serie.
Nella stagione seguente si divide tra Casertana e Gubbio.
Il club umbro il 31 agosto 2021 lo cede in prestito alla Lucchese, ancora in Serie C. La stagione successiva passa alla Vis Pesaro.

#### Treviso e la Serie D
Rimasto svincolato dopo la mancata iscrizione in terza serie del club toscano, il 16 luglio 2025 firma un contratto con il Treviso, club di Serie D ma con ambizioni da promozione.

### Nazionale
Il 6 febbraio 2013 esordisce in Under-20 giocando il secondo tempo della partita Italia-Germania 0-2.
Sette mesi dopo (9 settembre) avviene invece l'esordio in Under-21 durante la partita Cipro-Italia (0-2), valevole per le Qualificazioni agli Europei Under-21 del 2015, nella quale segna al 67' il gol che sblocca la partita.

## Statistiche

### Presenze e reti nei club
Statistiche aggiornate al 17 maggio 2025.
| Stagione        | Squadra         | Campionato      | Campionato | Campionato | Coppe nazionali | Coppe nazionali | Coppe nazionali | Coppe continentali | Coppe continentali | Coppe continentali | Altre coppe | Altre coppe | Altre coppe | Totale | Totale |
| Stagione        | Squadra         | Comp            | Pres       | Reti       | Comp            | Pres            | Reti            | Comp               | Pres               | Reti               | Comp        | Pres        | Reti        | Pres   | Reti   |
| --------------- | --------------- | --------------- | ---------- | ---------- | --------------- | --------------- | --------------- | ------------------ | ------------------ | ------------------ | ----------- | ----------- | ----------- | ------ | ------ |
| 2010-2011       | Venezia         | D               | 4          | 1          | CI-D            | 0               | 0               | -                  | -                  | -                  | -           | -           | -           | 4      | 1      |
| 2011-2012       | Lucchese        | Ecc.            | 27         | 11         | -               | -               | -               | -                  | -                  | -                  | -           | -           | -           | 27     | 11     |
| 2012-2013       | Bari            | B               | 26         | 6          | CI              | 0               | 0               | -                  | -                  | -                  | -           | -           | -           | 26     | 6      |
| 2013-gen. 2014  | Bari            | B               | 14         | 2          | CI              | 1               | 0               | -                  | -                  | -                  | -           | -           | -           | 15     | 2      |
| gen.-giu. 2014  | Catania         | A               | 9          | 0          | CI              | 0               | 0               | -                  | -                  | -                  | -           | -           | -           | 9      | 0      |
| 2014-gen. 2015  | Sampdoria       | A               | 1          | 0          | CI              | 1               | 0               | -                  | -                  | -                  | -           | -           | -           | 2      | 0      |
| gen.-giu. 2015  | Modena          | B               | 19+1       | 3+0        | CI              | 0               | 0               | -                  | -                  | -                  | -           | -           | -           | 20     | 3      |
| 2015-2016       | Livorno         | B               | 19         | 3          | CI              | 2               | 0               | -                  | -                  | -                  | -           | -           | -           | 21     | 3      |
| 2016-gen.2017   | Bari            | B               | 10         | 0          | CI              | 2               | 0               | -                  | -                  | -                  | -           | -           | -           | 12     | 0      |
| Totale Bari     | Totale Bari     | Totale Bari     | 50         | 9          |                 | 3               | 0               |                    | -                  | -                  |             | -           | -           | 53     | 9      |
| gen.-giu. 2017  | Carpi           | B               | 15+3       | 0          | CI              | 0               | 0               | -                  | -                  | -                  | -           | -           | -           | 18     | 0      |
| 2017-2018       | Foggia          | B               | 17         | 2          | CI              | 2               | 0               | -                  | -                  | -                  | -           | -           | -           | 19     | 2      |
| 2018-gen. 2019  | Piacenza        | C               | 14         | 1          | CI+CI-C         | 0+1             | 0               | -                  | -                  | -                  | -           | -           | -           | 15     | 1      |
| gen.-giu. 2019  | Trapani         | C               | 16         | 1          | CI+CI-C         | 0               | 0               | -                  | -                  | -                  | -           | -           | -           | 16     | 1      |
| 2019-2020       | Gozzano         | C               | 22         | 4          | CI-C            | 0               | 0               | -                  | -                  | -                  | -           | -           | -           | 22     | 4      |
| 2020-gen.2021   | Casertana       | C               | 8          | 1          |                 | -               | -               | -                  | -                  | -                  | -           | -           | -           | 8      | 1      |
| gen.-giu. 2021  | Gubbio          | C               | 17         | 1          |                 | -               | -               | -                  | -                  | -                  | -           | -           | -           | 17     | 1      |
| ago. 2021       | Gubbio          | C               | 0          | 0          | CI-C            | 1               | 0               | -                  | -                  | -                  | -           | -           | -           | 1      | 0      |
| Totale Gubbio   | Totale Gubbio   | Totale Gubbio   | 17         | 1          |                 | 1               | 0               |                    | -                  | -                  |             | -           | -           | 18     | 1      |
| 2021-2022       | Lucchese        | C               | 19         | 4          | CI-C            | 1               | 0               | -                  | -                  | -                  | -           | -           | -           | 20     | 4      |
| 2022-2023       | Vis Pesaro      | C               | 30         | 8          | CI-C            | 0               | 0               | -                  | -                  | -                  | -           | -           | -           | 30     | 8      |
| 2023-2024       | Lucchese        | C               | 14         | 0          | CI-C            | 0               | 0               | -                  | -                  | -                  | -           | -           | -           | 14     | 0      |
| 2024-2025       | Lucchese        | C               | 17+2       | 2          | CI-C            | 1               | 0               | -                  | -                  | -                  | -           | -           | -           | 20     | 2      |
| Totale Lucchese | Totale Lucchese | Totale Lucchese | 77+2       | 17         |                 | 2               | 0               |                    | -                  | -                  |             | -           | -           | 81     | 17     |
| 2024-2025       | Treviso         | D               | 0          | 0          | CI-D            | 0               | 0               | -                  | -                  | -                  | -           | -           | -           | 0      | 0      |
| Totale carriera | Totale carriera | Totale carriera | 311+6      | 49         |                 | 12              | 0               |                    | -                  | -                  |             | -           | -           | 330    | 49     |

### Cronologia presenze e reti in nazionale
| Cronologia completa delle presenze e delle reti in nazionale ― Italia under 21 | Cronologia completa delle presenze e delle reti in nazionale ― Italia under 21 | Cronologia completa delle presenze e delle reti in nazionale ― Italia under 21 | Cronologia completa delle presenze e delle reti in nazionale ― Italia under 21 | Cronologia completa delle presenze e delle reti in nazionale ― Italia under 21 | Cronologia completa delle presenze e delle reti in nazionale ― Italia under 21 | Cronologia completa delle presenze e delle reti in nazionale ― Italia under 21 | Cronologia completa delle presenze e delle reti in nazionale ― Italia under 21 |
| Data                                                                           | Città                                                                          | In casa                                                                        | Risultato                                                                      | Ospiti                                                                         | Competizione                                                                   | Reti                                                                           | Note                                                                           |
| ------------------------------------------------------------------------------ | ------------------------------------------------------------------------------ | ------------------------------------------------------------------------------ | ------------------------------------------------------------------------------ | ------------------------------------------------------------------------------ | ------------------------------------------------------------------------------ | ------------------------------------------------------------------------------ | ------------------------------------------------------------------------------ |
| 9-9-2013                                                                       | Nicosia                                                                        | Cipro under 21                                                                 | 0 – 2                                                                          | Italia under 21                                                                | Qual. Euro 2015                                                                | 1                                                                              | 46’                                                                            |
| 14-11-2013                                                                     | Reggio nell'Emilia                                                             | Italia under 21                                                                | 3 – 0                                                                          | Irlanda del Nord under 21                                                      | Qual. Euro 2015                                                                | -                                                                              | 54’                                                                            |
| 19-11-2013                                                                     | Gornji Milanovac                                                               | Serbia under 21                                                                | 1 – 0                                                                          | Italia under 21                                                                | Qual. Euro 2015                                                                | -                                                                              | 84’                                                                            |
| Totale                                                                         |                                                                                | Presenze                                                                       | 3                                                                              |                                                                                | Reti                                                                           | 1                                                                              |                                                                                |

## Palmarès

### Club

#### Competizioni regionali
- Eccellenza: 1

Lucchese: 2011-2012 (Girone A)